# Mario dalla Favera

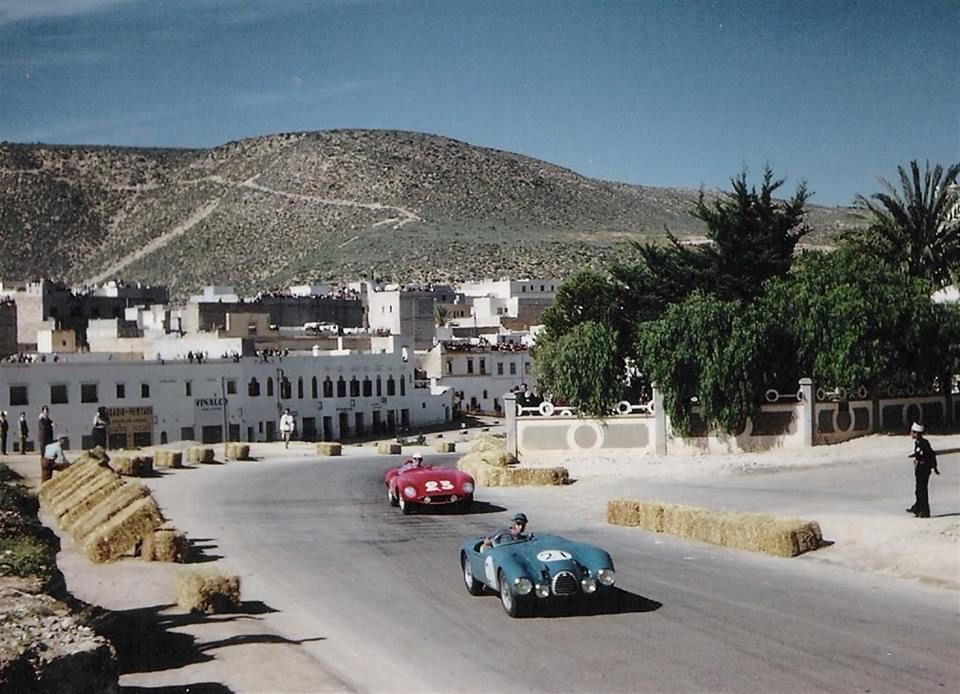
Mario dalla Favera (Ferrari 500 Mondial, Nr. 23) verfolgt André Guelfi (Gordini Type 15, Nr. 21) beim Großen Preis von Agadir, 1955

Mario Augusto dalla Favera (auch della Favera bzw. Della Favera; * 1926 in Padua; † 12. Juni 1955 in Pontescodogna, Collecchio) war ein italienischer Automobilrennfahrer.

## Karriere
Dalla Favera hatte sich im April 1952 privat einen Porsche 356 1500 gekauft und war in diesem Jahr mit 38 von 40 möglichen Punkten italienischer Meister der Gran-Turisimo-Klasse bis 1500 cm³ geworden. Er errang Klassensiege bei der Coppa Toscana, der Coppa Dolomiti, dem Giro Calabria und bei der Stella Alpina. Wie für so viele Rennfahrer, so war auch für dalla Favera der Porsche das Sprungbrett zum großen Wagen. Zwei Jahre später war er auf einem 3-Liter-Ferrari unterwegs: er galt als einer der aussichtsreichsten Nachwuchsleute in Italien.
Beim Bergrennen Parma–Poggio di Berceto verunglückte er auf einem Ferrari 500 Mondial im Jahr 1955 in der Nähe von Collecchio tödlich.

## Privates
Mario dalla Favera hatte ein Studium der Rechtswissenschaften abgeschlossen und arbeitete als Referendar.

## Statistik

### Einzelergebnisse in der Sportwagen-Weltmeisterschaft
| Saison | Team                    | Rennwagen           | 1   | 2   | 3   | 4   | 5   | 6   | 7   |
| ------ | ----------------------- | ------------------- | --- | --- | --- | --- | --- | --- | --- |
| 1953   |                         | Porsche 356         | SEB | MIM | LEM | SPA | NÜR | RTT | CAP |
| 1953   | DNF                     | Porsche 356         |     |     |     |     |     |     |     |
| 1954   | Alfa Romeo Finmeccanica | Alfa Romeo 1900     | BUA | SEB | MIM | LEM | RTT | CAP |     |
| 1954   | Alfa Romeo Finmeccanica | Alfa Romeo 1900     |     |     | 11  |     |     | 19  |     |
| 1955   |                         | Ferrari 500 Mondial | BUA | SEB | MIM | LEM | RTT | TAR |     |
| 1955   |                         | Ferrari 500 Mondial | DNF |     |     |     |     |     |     |